# Paraducetia
Paraducetia is een geslacht van rechtvleugeligen uit de familie sabelsprinkhanen (Tettigoniidae). De wetenschappelijke naam van dit geslacht is voor het eerst geldig gepubliceerd in 2002 door Gorochov & Kang.

## Soorten
Het geslacht Paraducetia omvat de volgende soorten:
- Paraducetia cruciata Brunner von Wattenwyl, 1891
- Paraducetia paracruciata Gorochov & Kang, 2002